# David Trosch
David Trosch (né le 29 novembre 1935 ; décédé le 12 octobre 2012) était un prêtre catholique américain de la ville de Mobile, en Alabama. 
Il a fait l'objet de controverse en raison de sa promotion de la notion d'« homicide justifiable » dans le cas du meurtre des personnes effectuant des avortements.

## Biographie
Il atteint la notoriété quand il a publié un dessin intitulé « homicide justifiable », représentant un homme tenant un pistolet à l'arrière d'un médecin effectuant un avortement. L'Église catholique lui demandera « d'abjurer sa position ». 
Par la suite, David Trosch a été démis de ses fonctions paroissiales et suspendu par son évêque en raison de ses déclarations publiques. 
Il était un ardent partisan du militant anti-avortement Paul Jennings Hill qui a été exécuté le 4 septembre 2003, pour le meurtre Dr John Britton et de son garde du corps James Barrett. En dépit de sa défense immédiate de Paul Jennings Hill, Trosch a toujours nié l'avoir rencontré mais il plus tard révélé que les deux hommes avaient bien dîné et prié ensemble, et même signé le même document justifiant la force meurtrière contre les personnes effectuant des avortements.
Outre son combat contre l'avortement, il militera aussi contre l'homosexualité. Pour lui, « la sodomie est un péché plus grave qu'un meurtre » ("Sodomy is a graver sin than murder").
Trosch est décédé le 12 octobre 2012 en Alabama d'une longue maladie. Environ 30 à 40 personnes ont assisté à ses funérailles.

## Source
- (en) Cet article est partiellement ou en totalité issu de l’article de Wikipédia en anglais intitulé « David Trosch » (voir la liste des auteurs).